# Gran Premio de Italia de Motociclismo de 2003
El Gran Premio de Italia de Motociclismo de 2003 fue la quinta prueba del Campeonato del Mundo de Motociclismo de 2003. Tuvo lugar en el fin de semana del 6 al 8 de junio de 2003 en el Autódromo Internacional del Mugello, situado en la ciudad de Mugello, Italia. La carrera de MotoGP fue ganada por Valentino Rossi, seguido de Loris Capirossi y Max Biaggi. Manuel Poggiali ganó la prueba de 250cc, por delante de Fonsi Nieto y Franco Battaini. La carrera de 125cc fue ganada por Lucio Cecchinello, Dani Pedrosa fue segundo y Pablo Nieto tercero.

## Resultados

### Resultados MotoGP
| Pos. | Piloto            | Constructor | Tiempo    | Parrilla | Pts. |
| ---- | ----------------- | ----------- | --------- | -------- | ---- |
| 1    | Valentino Rossi   | Honda       | 43:28.008 | 1        | 25   |
| 2    | Loris Capirossi   | Ducati      | +1.416    | 2        | 20   |
| 3    | Max Biaggi        | Honda       | +4.576    | 4        | 16   |
| 4    | Makoto Tamada     | Honda       | +13.210   | 10       | 13   |
| 5    | Shinya Nakano     | Yamaha      | +13.411   | 3        | 11   |
| 6    | Tohru Ukawa       | Honda       | +13.666   | 5        | 10   |
| 7    | Sete Gibernau     | Honda       | +14.253   | 6        | 9    |
| 8    | Carlos Checa      | Yamaha      | +22.811   | 7        | 8    |
| 9    | Colin Edwards     | Aprilia     | +33.056   | 13       | 7    |
| 10   | Olivier Jacque    | Yamaha      | +38.882   | 8        | 6    |
| 11   | Marco Melandri    | Yamaha      | +38.977   | 12       | 5    |
| 12   | Nicky Hayden      | Honda       | +48.639   | 17       | 4    |
| 13   | Ryuichi Kiyonari  | Honda       | +50.183   | 22       | 3    |
| 14   | Alex Hofmann      | Kawasaki    | +54.213   | 15       | 2    |
| 15   | Garry McCoy       | Kawasaki    | +1:23.281 | 20       | 1    |
| 16   | Andrew Pitt       | Kawasaki    | +1:37.284 | 21       |      |
| Ret  | Jeremy McWilliams | Proton      | Ret       | 19       |      |
| Ret  | Nobuatsu Aoki     | Proton      | Ret       | 23       |      |
| Ret  | Troy Bayliss      | Ducati      | Ret       | 11       |      |
| Ret  | Noriyuki Haga     | Aprilia     | Ret       | 16       |      |
| Ret  | John Hopkins      | Suzuki      | Ret       | 14       |      |
| Ret  | Kenny Roberts Jr  | Suzuki      | Ret       | 18       |      |
| Ret  | Alex Barros       | Yamaha      | Ret       | 9        |      |

## Resultados 250cc
| Pos. | Piloto            | Constructor | Tiempo    | Parrilla | Pts. |
| ---- | ----------------- | ----------- | --------- | -------- | ---- |
| 1    | Manuel Poggiali   | Aprilia     | 38:40.038 | 2        | 25   |
| 2    | Fonsi Nieto       | Aprilia     | +22.445   | 3        | 20   |
| 3    | Franco Battaini   | Aprilia     | +23.446   | 4        | 16   |
| 4    | Roberto Rolfo     | Honda       | +24.432   | 6        | 13   |
| 5    | Sylvain Guintoli  | Aprilia     | +31.679   | 8        | 11   |
| 6    | Toni Elías        | Aprilia     | +39.837   | 5        | 10   |
| 7    | Naoki Matsudo     | Yamaha      | +44.832   | 9        | 9    |
| 8    | Sebastián Porto   | Honda       | +44.905   | 7        | 8    |
| 9    | Anthony West      | Aprilia     | +1:02.385 | 13       | 7    |
| 10   | Joan Olivé        | Aprilia     | +1:06.020 | 12       | 6    |
| 11   | Hugo Marchand     | Aprilia     | +1:11.197 | 16       | 5    |
| 12   | Alex Debón        | Honda       | +1:11.257 | 15       | 4    |
| 13   | Chaz Davies       | Aprilia     | +1:17.964 | 17       | 3    |
| 14   | Jakub Smrž        | Honda       | +1:21.573 | 21       | 2    |
| 15   | Héctor Faubel     | Aprilia     | +1:25.294 | 14       | 1    |
| 16   | Christian Gemmel  | Honda       | +1:26.780 | 18       |      |
| 17   | Erwan Nigon       | Aprilia     | +1:35.206 | 10       |      |
| 18   | Henk vd Lagemaat  | Honda       | +1 Lap    | 23       |      |
| 19   | Christian Pistoni | Aprilia     | +1 Lap    | 24       |      |
| Ret  | Randy de Puniet   | Aprilia     | Ret       | 1        |      |
| Ret  | Alex Baldolini    | Aprilia     | Ret       | 20       |      |
| Ret  | Johann Stigefelt  | Aprilia     | Ret       | 11       |      |

## Resultados 125cc
| Pos. | Piloto             | Constructor | Tiempo    | Parrilla | Pts. |
| ---- | ------------------ | ----------- | --------- | -------- | ---- |
| 1    | Lucio Cecchinello  | Aprilia     | 40:01.738 | 6        | 25   |
| 2    | Dani Pedrosa       | Honda       | +0.730    | 10       | 20   |
| 3    | Pablo Nieto        | Aprilia     | +0.801    | 4        | 16   |
| 4    | Andrea Dovizioso   | Honda       | +0.810    | 7        | 13   |
| 5    | Alex de Angelis    | Aprilia     | +1.454    | 3        | 11   |
| 6    | Youichi Ui         | Aprilia     | +7.656    | 8        | 10   |
| 7    | Stefano Perugini   | Aprilia     | +7.702    | 2        | 9    |
| 8    | Gino Borsoi        | Aprilia     | +7.708    | 9        | 8    |
| 9    | Héctor Barberá     | Aprilia     | +21.704   | 12       | 7    |
| 10   | Gioele Pellino     | Aprilia     | +22.132   | 13       | 6    |
| 11   | Mirko Giansanti    | Aprilia     | +22.208   | 16       | 5    |
| 12   | Simone Corsi       | Honda       | +34.326   | 17       | 4    |
| 13   | Mika Kallio        | Honda       | +34.434   | 24       | 3    |
| 14   | Masao Azuma        | Honda       | +34.493   | 22       | 2    |
| 15   | Thomas Lüthi       | Honda       | +34.879   | 21       | 1    |
| 16   | Gábor Talmácsi     | Aprilia     | +35.035   | 14       |      |
| 17   | Marco Simoncelli   | Aprilia     | +45.352   | 15       |      |
| 18   | Casey Stoner       | Aprilia     | +46.072   | 1        |      |
| 19   | Andrea Ballerini   | Gilera      | +46.428   | 27       |      |
| 20   | Roberto Locatelli  | KTM         | +46.436   | 20       |      |
| 21   | Arnaud Vincent     | KTM         | +46.615   | 11       |      |
| 22   | Michele Conti      | Honda       | +52.953   | 26       |      |
| 23   | Max Sabbatani      | Aprilia     | +53.338   | 19       |      |
| 24   | Mattia Angeloni    | Honda       | +1:04.110 | 28       |      |
| 25   | Robbin Harms       | Aprilia     | +1:04.186 | 31       |      |
| 26   | Alessio Aldrovandi | Malaguti    | +1:11.059 | 29       |      |
| 27   | Imre Tóth          | Honda       | +1:16.722 | 25       |      |
| 28   | Álvaro Bautista    | Aprilia     | +1:16.830 | 35       |      |
| 29   | Michele Pirro      | Aprilia     | +1:22.815 | 33       |      |
| 30   | Leon Camier        | Honda       | +1 Lap    | 37       |      |
| 31   | Peter Lenart       | Honda       | +1 Lap    | 38       |      |
| Ret  | Jorge Lorenzo      | Derbi       | Ret       | 18       |      |
| Ret  | Steve Jenkner      | Aprilia     | Ret       | 5        |      |
| Ret  | Fabrizio Lai       | Malaguti    | Ret       | 32       |      |
| Ret  | Julián Simón       | Malaguti    | Ret       | 34       |      |
| Ret  | Emilio Alzamora    | Derbi       | Ret       | 23       |      |
| Ret  | Chris Martin       | Aprilia     | Ret       | 36       |      |
| Ret  | Mike Di Meglio     | Aprilia     | Ret       | 30       |      |